# Oceanische pond

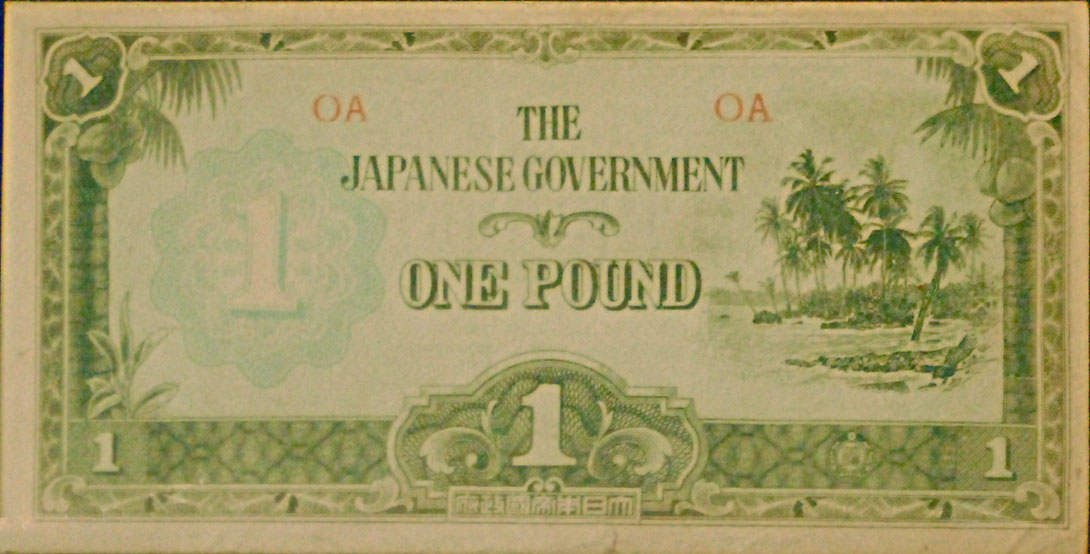
Bankbiljet van één Oceanische pond.

Het Oceanische pond was een munteenheid die werd uitgegeven door de Japanse bezettingsregering in de periode van 1942 tot 1945, in het kader van de Tweede Wereldoorlog. Het circuleerde in de Australische gebieden en Britse koloniën van de Gilbert- en Ellice-eilanden, de Salomonseilanden, Nauru en Nieuw-Guinea.

## Munten
Er werden geen munten uitgegeven voor de bezette gebieden, die dezelfde stukken bleven gebruiken die vóór de Japanse bezetting circuleerden.

## Biljetten
Er werden bankbiljetten van halve shilling (6d), 1 shilling, 10s en £ 1 uitgegeven. Alle bankbiljetten waren voorzien van de letters "OA" en hadden de titel The Japanese Government, de waarde en de ansichtkaart van een kust met kokospalmen.